# Comisión de Seguridad Nacional del Partido Comunista de China
La Comisión Central de Seguridad Nacional (abreviado CCSN; en chino: 中央国家安全委员会) del Partido Comunista de China (PCC) se estableció en la tercera sesión plenaria del 18.º Comité Central en noviembre de 2013, y se consideró una "reagrupación importante de la estructura de poder superior del PCC".
Los factores que impulsaron el establecimiento de la CCSN fueron los problemas de seguridad a que se enfrentaba el Estado Parte chino y las deficiencias del sistema actual.
El CNSC aspira a consolidar el liderazgo político de todos los componentes del aparato de seguridad controlado por el Partido Comunista, incluidos los que antes estaban encabezados por el exmiembro del Comité Permanente del Politburó Zhou Yongkang. TEstos componentes se combinarían en una sola entidad bajo el mando directo del Secretario General del PCCh. Según el portavoz del Ministerio de Relaciones Exteriores, Qin Gang, el CSN se propone combatir el terrorismo, el separatismo y el extremismo religioso. También se ocupará de la estrategia de seguridad nacional, la gestión de crisis y los vínculos con los organismos de seguridad nacionales extranjeros.
Los analistas consideraron que el establecimiento del CSN era uno de los resultados más "concretos" y "llamativos" de la Sesión Plenaria, puesto a punto para poner fin al debate, que tuvo lugar durante una década, sobre si China debía contar con un consejo de seguridad nacional.

## Orígenes
La concepción inicial de la CCSN surgió durante la era Jiang Zemin en 1997, con una propuesta de Wang Daohan, más tarde presidente de la Asociación para las Relaciones a través del Estrecho de Taiwán. Esto fue en parte una respuesta a la crisis del estrecho de Taiwán de 1995-1996. La falta de coordinación central y la ineficacia de la toma de decisiones y la burocracia hicieron que la idea permaneciera estancada durante más de 20 años.
Xi Jinping reavivó más tarde la idea como parte de sus reformas en los sectores de política exterior y seguridad, como parte de un intento de superar problemas acumulados durante muchos años. La CCSN cumpliría así con las ambiciones de Xi Jinping de "una diplomacia de gran potencia con características chinas", en lugar de las agendas de política exterior más tranquilas de las administraciones anteriores. Tener un Consejo de Seguridad Nacional ayuda en la propia "autoidentificación de China como una gran potencia en los asuntos mundiales". Esto también requiere una capacidad diplomática más avanzada, tareas en las que la CCSN debe colaborar.

## Propósito
La explicación más común para la creación de la CCSN se relaciona con el estilo personal y de liderazgo de Xi Jinping y, a los ojos de los comentaristas, su ambición de tomar el poder. Estos factores personales, sin embargo, coinciden con el hecho de que China ostenta un nivel mucho mayor de poder nacional. Xi desea que China desempeñe un papel más importante en los asuntos mundiales, por lo que un mecanismo como el CCSN le permitiría planificar e implementar, desde el centro, ideas de "gran estrategia" y "diplomacia de gran potencia".
Xi Jinping articuló un concepto de "gran seguridad" en la primera reunión del CCSN el 15 de abril de 2014, diciendo que China "debería adoptar un enfoque global de la seguridad nacional, fortalecer la confianza del pueblo chino en el camino, las teorías y el sistema del socialismo con rasgos distintivos de China, y garantizar la paz y la estabilidad duraderas de China". Estas definiciones contienen significados tanto de la seguridad interna como de las amenazas extranjeras.

## Membresía
Presidente
- Xi Jinping, secretario general del Partido Comunista, presidente de la República Popular, Presidente de la Comisión Militar Central.[8]

Vicepresidentes
- Li Keqiang, primer ministro del Consejo de Estado, Comité Permanente del Politburó.
- Zhang Dejiang, presidente del Comité Permanente del Congreso Popular Nacional, Comité Permanente del Politburó.

Miembros
- Meng Jianzhu, miembro ejecutivo del Politburó, secretario de la Comisión Central de Asuntos Políticos y Jurídicos.
- Zhang Chunxian, miembro del Politburó, secretario del Partido de Xinjiang.

Personal de la Oficina General
- Li Zhanshu, Jefe de la Oficina General del NSC, y también Jefe de la Oficina General del Partido Comunista de China.
- Cai Qi, Subjefe de la Oficina General del NSC (no confirmado por fuentes oficiales).